# Jaraguá
Jaraguá – miasto i gmina w Brazylii leżące w stanie Goiás. Gmina zajmuje powierzchnię 1849,55 km². Według danych szacunkowych w 2016 roku miasto liczyło 47 513 mieszkańców. Położone jest około 120 km na północ od stolicy stanu, miasta Goiânia, oraz około 170 km na zachód od Brasílii, stolicy kraju. 
Miejscowość została założona w okresie, gdy złoto było jeszcze motorem gospodarczym regionu. Początkowo osada nosiła nazwę Córrego do Jaraguá. Była zlokalizowana u podnóża góry, wzdłuż strumienia, później zwanego Rio Pari. Z powodu tej lokalizacji często występowały tu powodzie i plagi komarów. Planowano przenieść się do bardziej suchego i wyżej położonego miejsca po drugiej stronie góry. W dniu 29 lipca 1882 roku została podniesiona do rangi gminy, a jej nazwa została skrócona do „Jaragua”. W XX wieku w pobliżu miasta wybudowano drogę BR-153 łączącą Belém z Brasílią. 
W 2014 roku wśród mieszkańców gminy PKB per capita wynosił 14 091,53 reais brazylijskich.